# امپراتور در آگوست
امپراتور در آگوست (به ژاپنی: 日本のいちばん長い日) به معنی طولانی‌ترین روز ژاپن فیلمی به کارگردانی ماساتو هارادا است که در سال ۲۰۱۵ منتشر شد. از بازیگران آن می‌توان به کوجی یاکوشو اشاره کرد.

## داستان
جنگ در پانزده اوت ۱۹۴۵ به پایان رسید اما در شب قبلش چه اتفاقی در ژاپن رخ داد؟ اکنون، سرنوشت نامعلوم آن شب بازگو می‌شود و …

## نقش‌ها
- کوجی یاکوشو در نقش آنامی کوره‌چیکا
- ماساهیرو موتوکی در نقش هیروهیتو
- تسوتومو کامازاکی در نقش نخست‌وزیر ژاپن، کانتارو سوزوکی